# La grande estasi dell'intagliatore Steiner
La grande estasi dell'intagliatore Steiner (Die große Ekstase des Bildschnitzers Steiner) è un documentario del 1974 diretto da Werner Herzog.
Il soggetto del film è ispirato alla vicenda umana e sportiva dello svizzero Walter Steiner, medaglia d'oro al mondiale di volo con gli sci nel 1972 a Planica in Slovenia e nel 1977 a Vikersund in Norvegia. Il suo record mondiale di 179 metri, ottenuto a Planica nel 1974, restò imbattuto per cinque anni.

## Trama
Uno sciatore decolla da un trampolino su immagini al rallentatore. Quel saltatore è Walter Steiner, campione svizzero di volo con gli sci, protagonista del documentario. La figura di Steiner è presentata inizialmente attraverso un'altra sua passione, quella dell'intagliatore. Il ragazzo, in abiti da artigiano, mostra le proprie sculture ricavate dal legno, e spiega l'origine delle sue creazioni.
Dopo alcune sequenze di repertorio di rovinose cadute, Steiner stesso spiega i rischi potenziali del volo con gli sci e la psicologia dei saltatori rispetto ai pericoli del salto. Di come il livello di precauzione stia diventando insufficiente, essendosi spinti sempre più avanti i limiti mentre gli sciatori sono alle prese con agenti esterni come il vento, gli sci e la consistenza della neve, difficilmente governabili. L'ultima caduta mostrata è quella dello stesso Steiner nel 1973 all'inaugurazione del trampolino gigante di Oberstdorf.
È proprio nel punto in cui cadde Steiner che compare per la prima volta Werner Herzog, nelle vesti di giornalista sportivo. Il regista spiega che solo 10 metri oltre questo punto lo sciatore sarebbe atterrato su una superficie piana da 110 metri d'altezza, e le conseguenze sarebbero state ben più gravi.
(W. Herzog, nel film)
Il grande appuntamento è a Planica in Slovenia (all'epoca ancora Jugoslavia). Dopo aver seguito tutti gli allenamenti, la troupe di Herzog è pronta a filmare i saltatori con cineprese super high speed, che permettono di riprodurre le immagini di dieci o venti volte rallentate restando nitide.
Il primo salto di Steiner è già un record della pista: 169 metri. Il secondo salto però, seppure lunghissimo, si conclude con una brutta caduta. Steiner rimane in stato di choc dopo aver battuto la testa a 140 km/h. Medicato dalle escoriazioni (all'epoca si saltava senza casco protettivo), si inoltra solitario nel bosco per decidere se proseguire o meno. Il campione avverte il pericolo, ma sente che la cosa migliore da fare è riprendere subito. Così, con il terzo salto, di ben 166 metri, scaccia tutte le ansie e conquista definitivamente il pubblico.
16 marzo 1973, primo giorno di gara. Accorrono nella valle 50.000 persone, assiepate ovunque per poter vedere questo grande spettacolo. Walter Steiner, ancora con i segni della caduta sul volto, decide di sua iniziativa di partire dalla sbarra più bassa del trampolino. Il secondo giorno di gara Steiner è in testa alla classifica e, nonostante sia sempre partito più in basso rispetto agli altri atleti, vince la competizione. Il suo salto di 166 metri viene valutato dalla giuria con il punteggio più alto e entra a far parte dei voli migliori nella storia di questo sport.
Il ritratto di Steiner si conclude con il racconto che lui stesso fa della sua amicizia con un corvo, che accudì fin da molto piccolo. Quando il corvo imparò a volare restò comunque legato allo sciatore, andandogli incontro quando lo vedeva camminare all'aperto. Un giorno però, forse a causa del cibo che il ragazzo gli dava, il corvo iniziò a perdere le penne e a non essere più in grado di volare. Constatando che ormai non riusciva più a staccarsi dal suolo e vedendo che gli altri corvi lo tormentavano per questo, Steiner un giorno decise di abbatterlo.
La chiusura è affidata all'immagine al rallentatore di un salto impeccabile di Steiner sul quale appare una poesia di Robert Walser che riassume idealmente la filosofia di vita del saltatore/intagliatore.

## Produzione
Herzog non si limita a fare da narratore, ma entra in scena microfono alla mano, secondo un canone documentaristico che si confà più ad un giornalista che non ad un autore cinematografico. Questa scelta segue e sottolinea il coinvolgimento emotivo del regista che, tra l'altro, in passato aveva praticato questo sport.
Come il film Fata Morgana (1971) si apriva con la ripetitiva sequenza di aerei che atterravano su una pista afosa, così La grande estasi dell'intagliatore Steiner, in uno scenario completamente opposto, si apre insistendo sul volo con gli sci nel suo momento più magico.
Le riprese dei salti spesso sono proposte a velocità naturale e poi rallentate o viceversa. Nel momento del salto l'audio è escluso o si percepiscono le note rarefatte di Florian Fricke, mentre quando il saltatore atterra al suolo si crea un fade in per l'audio diegetico del film, con applausi e grida del pubblico.

## Colonna sonora
(Florian Fricke)
Alla sua seconda collaborazione con il regista, Florian Fricke, fondatore del gruppo Popol Vuh nel 1970, realizzò i brani inediti per il film. Forse proprio per rimarcare l'indissolubilità fra immagini e suoni non venne mai in seguito pubblicata la colonna sonora. L'arrangiamento è firmato insieme a Daniel Fichelscher. Le sonorità spaziano dall'elettronica dei sintetizzatori moog all'arrangiamento per organo suonato dallo stesso Fricke, d'ispirazione bachiana.
Ordine dei brani:
1. Titoli iniziali / Walter Steiner l'intagliatore (Inedito di Florian Fricke già ascoltato in Aguirre, furore di Dio)
2. Walter Steiner saltatore (inedito dei Popol Vuh)
3. Planica (inedito dei Popol Vuh)

## Distribuzione
In Italia è stato distribuito all'interno del DVD di Cuore di vetro della Ripley's Home Video.

## Riconoscimenti
- 1975 - Festival del film sportivo di Oberhausen
  - Gran Premio